# Atari Jaguar CD
L'Atari Jaguar CD, soprannominato Jag CD, è un lettore di CD-ROM per la console Atari Jaguar, uscito nel 1995. L'accessorio permette di eseguire videogiochi appositamente pubblicati su CD-ROM e di riprodurre CD musicali. Come la stessa Jaguar, ebbe poco successo e i giochi pubblicati furono pochi.

## Caratteristiche tecniche

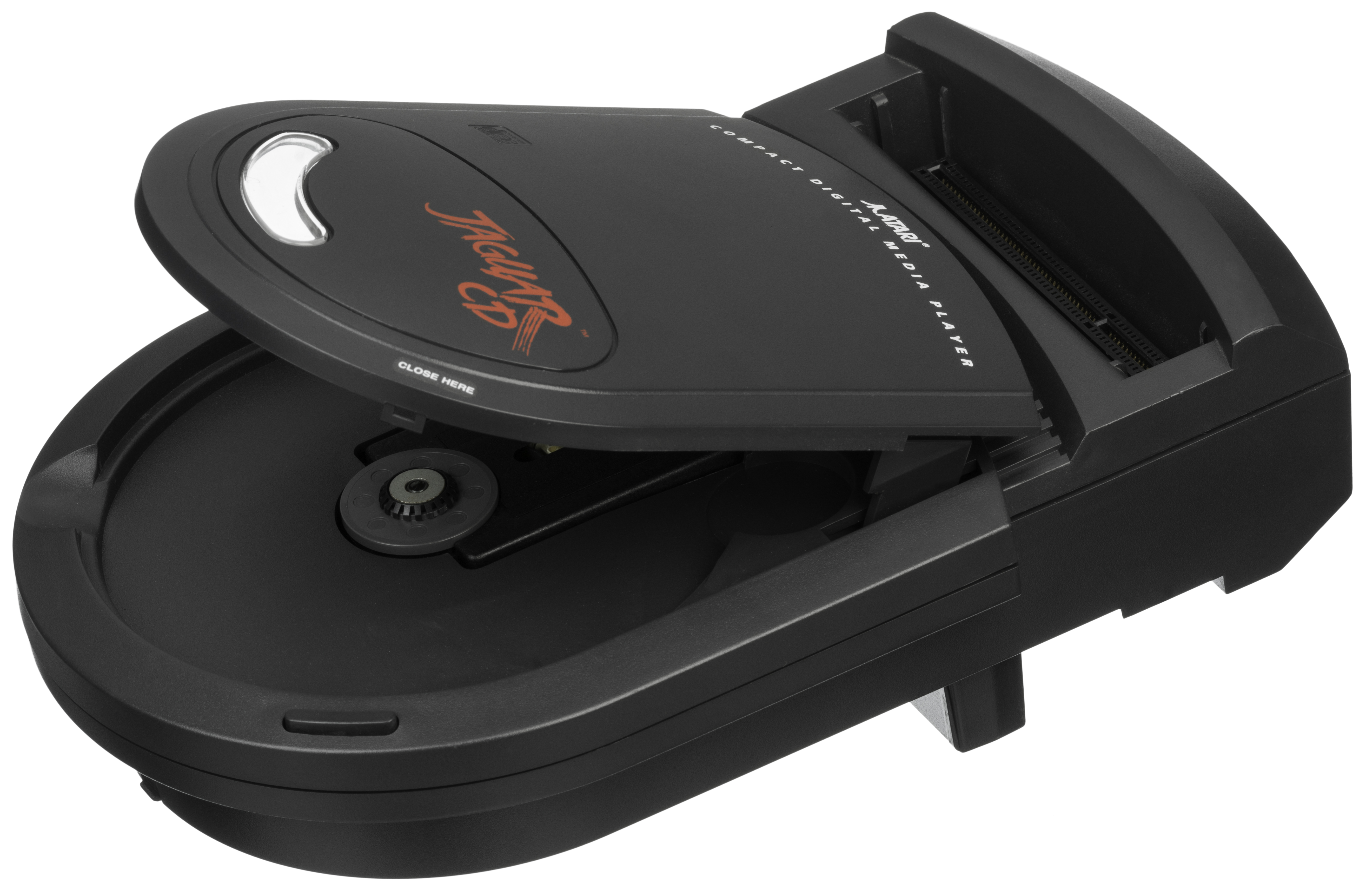
Il Jaguar CD con sportello aperto

Il dispositivo si posiziona nella parte superiore della Jaguar, e un connettore della periferica si inserisce nell'ingresso delle cartucce della console. Il lettore carica i CD-ROM inseriti da uno sportello superiore, e ha a sua volta anche una porta per le cartucce.
Il Jaguar CD è un lettore 2X con capacità di memorizzazione di ben 790 MB, superiore agli altri sistemi a CD-ROM dell'epoca grazie a una tecnica inedita. La sua particolare progettazione aiutava anche a combattere la pirateria, ma lo rendeva più soggetto al rischio di errori di lettura.
I componenti erano perlopiù standard, per tenere bassi i costi, eccetto un circuito integrato chiamato Butch, che fa da interfaccia verso la console e fornisce il codec Cinepak per riprodurre il full motion video.
Il Jaguar CD è anche un riproduttore di CD audio e CD+G standard. È dotato di un programma chiamato Virtual Light Machine, che provvede a generare degli effetti video decorativi astratti quando il lettore sta eseguendo CD musicali. Gli effetti sono parzialmente controllabili dall'utente.
Era in commercio una cartuccia speciale chiamata Memory Track che aggiunge ai giochi su CD funzionalità di salvataggio di partite e punteggi e altro, con capacità di circa 128kb.

## Storia

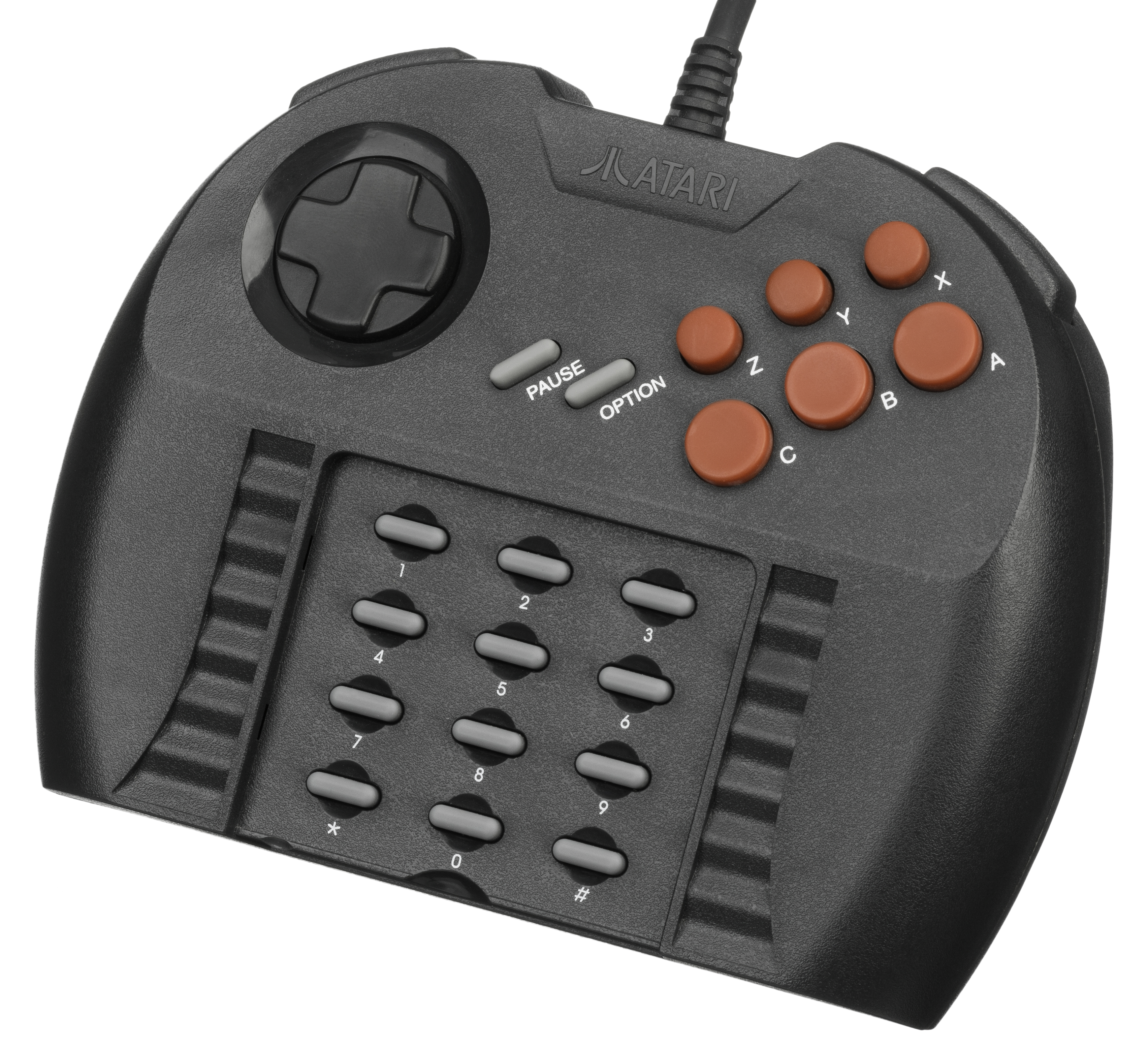
Il controller pro della console, con pulsanti aggiuntivi

L'uscita era inizialmente prevista nell'estate del 1994.
La console Jaguar era già in difficoltà sul mercato quando il Jaguar CD finalmente uscì dopo una lunga attesa. La Atari sperava invano che la nuova periferica l'avrebbe aiutata contro la concorrenza. Il lettore era fabbricato dalla Philips e uscì l'11 settembre 1995 al prezzo di lancio di $149,99 in USA e £129,99 nel Regno Unito.
Le prime 20 000 unità prodotte vennero vendute nel giro di due settimane. Un secondo lotto fu ordinato, ma non si sa di quante unità fosse, né se andò mai effettivamente in produzione. L'Atari infatti si fuse con la JTS qualche mese dopo e liquidò tutto del Jaguar. Molti ex lavoratori ritengono che sia stato prodotto soltanto il primo lotto, infatti il sistema è divenuto un pezzo da collezione molto raro.

## Videogiochi
I videogiochi pubblicati per Atari Jaguar CD furono soltanto 13, ma c'è stata anche una produzione significativa di giochi homebrew.
I giochi prodotti ufficialmente sono:
- Baldies
- Battlemorph
- Blue Lightning
- Brain Dead 13
- Dragon's Lair
- Highlander: The Last of the MacLeods
- Hover Strike: Unconquered Lands
- Iron Soldier 2
- Myst
- Primal Rage
- Space Ace
- Vid Grid
- World Tour Racing

Con l'acquisto della periferica erano inclusi Blue Lightning, Vid Grid, un demo di Myst e la colonna sonora di Tempest 2000.